# Zakhar Prilepine
Zakhar Prilepine (en russe : Захар Прилепин) est un écrivain, linguiste, journaliste et homme politique nationaliste russe né le 7 juillet 1975 dans le village de Ilinka (oblast de Riazan). Son vrai nom est Evgueni Nikolaïevitch Prilepine (en russe : Евгений Николаевич Прилепин). Prilepine est membre du Parti national-bolchévique puis de L'Autre Russie de 1996 à 2019, puis rejoint le parti Russie juste.
Il est également connu pour ses actions militaires en Russie et dans les pays de « l'étranger proche », notamment lors de la première guerre de Tchétchénie puis lors de la guerre du Donbass.
Le 6 mai 2023, Prilepine est blessé dans un attentat à la voiture piégée, attribué par les autorités russes à l'Ukraine.

## Biographie
Zakhar Prilepine est le fils d'un professeur et d'une infirmière russes. Il fait ses études à la faculté de philologie (linguistique) de l'université d'État de Nijni Novgorod. Il est commandant dans le service des OMON et prend part à des combats en Tchétchénie en 1996 et 1999.
Les premières œuvres de Prilepine sont publiées en 2003 dans le journal Den Literatoury (Jour de la Littérature). Ensuite ses œuvres paraissent dans différents journaux, notamment dans Literatournaïa gazeta, Limonka (le journal du Parti national-bolchevique), Na Kraïou (En bordure), Gueneralnaïa Linia (Ligne générale), mais aussi dans les magazines Sever (Le Nord), Droujba Narodov (Amitié des peuples), Roman-gazeta (Roman-journal), Novy Mir. Il a été le rédacteur principal de l'organe de presse du Parti national-bolchevique de Nijni Novgorod Narodny Nablioudatel (l'Observateur du Peuple). Il a participé au séminaire des jeunes auteurs Moscou-Peredelkino en février 2004 et aux IV, V et VI Forums des jeunes auteurs de Russie à Moscou.
Prilepine est l'un des dirigeants de l'antenne régionale du Parti national-bolchevique de Nijni Novgorod et prend part à de nombreuses actions. Il a notamment participé à la Marche des Mécontents qui a eu lieu le 24 mars 2007 à Nijni Novgorod, ce qui lui a valu d'être arrêté comme de nombreux activistes de la coalition L'Autre Russie. Il est également le principal rédacteur de la section régionale de Nijni Novgorod de l'Agence des nouvelles politiques.
En novembre 2014, lors de la guerre du Donbass, à laquelle il participe d'une manière ou d'une autre dès le début du conflit, Prilepine affirme qu'en cinq mois, 35 000 volontaires sont entrés à l'est de l'Ukraine depuis la Russie pour soutenir les séparatistes locaux. En décembre 2015, il devient conseiller du chef de la république populaire de Donetsk Alexandre Zakhartchenko, poste qu'il garde jusqu'à l'été 2018 quand Zakhartchenko est tué. En novembre 2016, Prilepine s'engage dans les forces militaires de la république populaire de Donetsk et prend la tête d'un bataillon de volontaires,. Dans une interview de 2019, il affirme que son bataillon était l'un des plus efficaces, sinon le plus efficace, à l'est de l'Ukraine, car « tuait les gens en grand nombre »,. Toujours en 2019, il présente le Donbass comme étant « de fait une partie de la Russie » : « Son économie est tournée vers la Russie, il y a partout des assistants et des spécialistes russes là-bas, les ministres du Donbass se rendent en Russie pour faire leurs rapports, l'enseignement y est dispensé selon les normes russes, etc. »
Zakhar Prilepine a fait partie de la délégation officielle des écrivains russes, invitée par le Salon du livre de Paris en mars 2018. Sa présence a provoqué des protestations de la part d'activistes ukrainiens qui en sont venus aux mains avec les agents de la sécurité envoyés par les organisateurs du Salon. Il s'est également rendu au Salon du livre de Genève en avril 2018.
En 2020, il annonce la création de son propre parti « Pour la vérité ».
Le 15 janvier 2020, Prilepine fait partie de 75 personnes choisies par le président russe Vladimir Poutine pour élaborer des propositions d'amendement de la Constitution russe.
En février 2022, l'Union européenne a sanctionné Zakhar Prilepine à la suite de l'invasion de l'Ukraine par la Russie.
Le 6 mai 2023, Prilepine est victime d'un attentat à la voiture piégée, dont il ressort vivant. Son chauffeur meurt dans l'attentat. L'attaque est alors la troisième de ce type ciblant des personnalités nationalistes russes à se produire en Russie après le début de son invasion de l'Ukraine, les premières ayant été le meurtre de Daria Douguina et l'attentat à la bombe de 2023 à Saint-Pétersbourg qui a tué Vladlen Tatarsky. Le fondateur du groupe Wagner, Evgueni Prigojine, lui rend visite lors de son hospitalisation. L'attentat est revendiqué par le groupe Atech.
Le 7 juillet 2023, Prilepine a enregistré un discours vidéo pour la première fois depuis la tentative d'assassinat : « Tout ce qui ne nous tue pas nous rend plus forts, plus sages et plus méchants ».

### Polémique antisémite
En juillet 2012, Prilepine a publié un court essai intitulé « Lettre au camarade Staline » qui a provoqué l'indignation et des accusations d'antisémitisme,,. L'essai écrit à la 1ère personne de la conscience collective juive contient des « autoaccusations » de nature antisémite et des « aveux de crimes » contre le peuple, la culture et l'économie russes.

### Vie privée
Prilepine est marié et a quatre enfants, deux filles – Lilia et Kira, et deux garçons – Gleb et Ignat.

## Positions politiques
En décembre 2014, Zakhar Prilepine publie dans LiveJournal un texte où il met en question l'appartenance de la Russie à la culture européenne. Il dit : « La situation est paradoxale – 0,01 % de la population imposent leur discours de singes aux 99,99 % autres ». Parmi les pro-européens, il cite Boris Berezovsky, Roman Abramovitch et Mikhaïl Khodorkovski. En 2021, outré par l'interview d'un ex-violeur par Ksenia Sobtchak, Zakhar Prilépine écrit : « La Russie d'aujourd'hui me rappelle douloureusement les films soviétiques qui montraient l'Occident décadent avec ses prostituées, ses homosexuels militants, ses pédophiles, sa publicité étouffante et son ignominie. L'Occident s'est avéré exactement comme ça, on ne nous a pas trompés. Mais nous sommes devenus le meilleur élève de cet Occident. Nous sommes dégoûtants ».
Zakhar Prilepine se décrit comme un « nationaliste d'extrême gauche ». Il a également des opinions traditionalistes et anti-LGBT sur le plan sociétal.
Le 30 mars 2020, Prilepine n'exclut pas que la pandémie de Covid-19 soit une punition divine contre l'Occident, pour avoir légalisé le mariage entre personnes du même sexe : « Si un miracle se produit et que l'épidémie ne frappe pas la Russie de plein fouet, alors nous pourrons affirmer que le Seigneur a puni les pays qui ont reconnu les mariages homosexuels et ont fait du tapage autour de cette question ».
En août 2022, à la suite de la guerre en Ukraine, il réclame une purge de la culture russe. Il crée un groupe au Parlement pour encourager la délation des artistes opposés à la guerre. Le collectif s'est baptisé « GRAD », pour Groupe d'enquête sur les activités antirusses dans le domaine de la culture. L'initiative est largement diffusée par les médias russes.
En décembre 2023, Prilépine déclare que la dissolution de l'URSS en 1991 est un acte « illégal » et « ignoble » et que la Russie doit le désavouer. « Qui pourra nous empêcher, après la parade [de la victoire] à Kiev, de faire quelque chose d'utile sur le territoire eurasien ? Personne », affirme-t-il en prônant notamment l'annexion de l'Ouzbékistan. Ce dernier convoque alors l'ambassadeur russe dans le pays pour condamner les propos de Prilépine.

## Œuvres
- Pathologies (en cyrillique Патологии), roman, 1re édition en 2004, 2e édition en 2006 Lire en ligne sur le site du PNB.
  - Traduit en français par Joëlle Dublanchet aux Éditions des Syrtes sous le titre Pathologies (septembre 2007)  (ISBN 978-2-84545-135-3), traduction récompensée par le Prix Russophonie 2008.
- San'kia (en cyrillique Санькя), roman, 2006 Lire en ligne sur le site du PNB].
  - Traduit en français par Joëlle Dublanchet aux Éditions Actes Sud sous le titre Sankia (octobre 2009)  (ISBN 978-2-7427-8575-9) .
- Le Péché (en cyrillique Грех), roman, 2007
  - Traduit en français par Joëlle Dublanchet aux Éditions des Syrtes sous le titre Le Péché (avril 2009)  (ISBN 978-2-84545-143-8).
- Botinki, poln'e goryatcheï vodkoï (en cyrillique Ботинки, полные горячей водкой), recueil de nouvelles, 2008.
  - Traduit en français par Joëlle Dublanchet aux Éditions Actes Sud sous le titre Des chaussures pleines de vodka chaude (avril 2011)  (ISBN 978-2-7427-9620-5)
- Ya prichel iz Rossii (en cyrillique Я пришёл из России), essai, 2008.
  - Traduit en français par Marie-Hélène Corréard aux Éditions de la Différence sous le titre Je viens de Russie (avril 2014)  (ISBN 978-2-7291-2101-3),
- Чёрная обезьяна
  - Traduit en français par Joëlle Dublanchet aux Éditions Actes Sud sous le titre Le Singe noir (septembre 2012)  (ISBN 978-2-330-00944-1)
- Recueil de nouvelles
  - Traduites en français par Joëlle Dublanchet aux Éditions Actes Sud sous le titre Une fille nommée Aglaé (avril 2015)  (ISBN 978-2-330-03901-1) dont le réalisateur Alexeï Outchitel a tiré le film Huit (Vosmiorka).
- Letoutchye bourlaki - esse 2012-2014 (en cyrillique Летучие бурлаки - Эссе - 2012-2014), essai, 2014.
  - Traduit en français par Marie-Hélène Corréard et Monique Slodzian aux Éditions de la Différence sous le titre De gauche, jeune et méchant (septembre 2015)  (ISBN 978-2-7291-2183-9)
- Journal d’Ukraine
  - Traduit en français par Monique Slodzian aux Éditions de la Différence (février 2017)  (ISBN 978-2-7291-2300-0)
- L’Archipel des Solovki (en cyrillique Обитель)
  - Traduit en français par Joëlle Dublanchet aux Éditions Actes Sud (septembre 2017)  (ISBN 978-2-330-08188-1)
- Ceux du Donbass, Chroniques d'une guerre en cours.
  - Traduit en français par Michèle d'Arsin aux Éditions des Syrtes (2018) (ISBN 978-2-940-523672)
- Officiers et poètes russes, Editions des Syrtes, 2019, Genève
  - Traduction française de Jean-Christophe Peuch,  (ISBN 978-2-9406-2847-6)
- Certains n'iront pas en enfer [« Некоторые не попадут в ад »] (trad. Jean-Christophe Peuch), Éditions des Syrtes,‎ 2021, 334 p. (ISBN 978-2940628780)
  - Roman autobiographique, qui raconte la vie quotidienne vécue par l'auteur et ses compagnons d'armes au sein d'un bataillon durant la guerre du Donbass, entre 2014 et 2018[32],[33].

## Récompenses et distinctions
- Lauréat du prix Boris Sokolov (2004)[réf. nécessaire]
- Lauréat du prix du journal Literatournaïa Rossiia (2004)[réf. nécessaire]
- Lauréat du prix de Roman-Gazeta dans la catégorie « Révélation » (2005)[réf. nécessaire]
- Diplômé du prix Evrika (2006)[réf. nécessaire]
- Finaliste du prix National Best-seller (2005 et 2006)[réf. nécessaire]
- Finaliste du prix Rousskii Bouker (2006)[réf. nécessaire]
- Lauréat du prix Bounine (2009)[réf. nécessaire]
- Lauréat du Prix Super Natsbest (2011) récompensant le meilleur livre russe des dix dernières années. Pour Le Péché, paru en 2007[34]
- Lauréat des Prix : Livre de l'année 2014, Bolchaïa Kniga 2014 et Runet 2014 pour L'Archipel des Solovki.[réf. nécessaire]
- Prix littéraire russe Mikhaïl Lermontov en 2018